# Tiền Vận Lục
Tiền Vận Lục (tiếng Trung: 钱运录, sinh tháng 10 năm 1944) là chính khách nước Cộng hòa Nhân dân Trung Hoa. Ông từng là Bí thư Tỉnh ủy tỉnh Hắc Long Giang ở Đông Bắc Trung Quốc, Bí thư Tỉnh ủy tỉnh Quý Châu, Tỉnh trưởng Chính phủ Nhân dân tỉnh Quý Châu ở Tây Nam Trung Quốc.

## Tiểu sử

### Thân thế
Tiền Vận Lục là người Hán sinh tháng 10 năm 1944, người Đại Ngộ, tỉnh Hồ Bắc.

### Giáo dục
Tháng 9 năm 1963 đến tháng 9 năm 1967, Tiền Vận Lục theo học chuyên ngành thống kê khoa thống kê kế hoạch kinh tế quốc dân tại Đại học Hồ Bắc nay là Đại học Kinh tế và Luật Trung Nam.

### Sự nghiệp
Tháng 6 năm 1965, Tiền Vận Lục gia nhập Đảng Cộng sản Trung Quốc.
Tháng 12 năm 1968, Tiền Vận Lục tham gia rèn luyện lao động tại công xã Tam Lí, huyện Đại Ngộ, tỉnh Hồ Bắc.
Tháng 3 năm 1970, ông về công tác tại Ban Tuyên truyền Huyện ủy Đại Ngộ rồi đảm nhiệm cán sự Văn phòng Huyện ủy Đại Ngộ, cán sự Ban Tổ chức Địa ủy địa khu Hiếu Cảm (nay là thành phố Hiếu Cảm) và Ủy viên Ban Thường vụ Đoàn Thanh niên Cộng sản Địa ủy Hiếu Cảm.
Tháng 8 năm 1973, ông được bổ nhiệm làm Bí thư Đảng ủy công xã Tiểu Hà kiêm Phó Bí thư Khu ủy Hoàn Thành, huyện Hán Xuyên, tỉnh Hồ Bắc (nay là thành phố cấp huyện Hán Xuyên, tỉnh Hồ Bắc). Tháng 5 năm 1975, ông được bổ nhiệm giữ chức Bí thư Đảng ủy công xã Tân Hà kiêm Phó Bí thư Huyện ủy Hán Xuyên. Tháng 12 năm 1976, ông thôi kiêm nhiệm chức vụ Bí thư Đảng ủy công xã Tân Hà.
Tháng 5 năm 1979, ông được bổ nhiệm làm Phó Bí thư Huyện ủy Đại Ngộ, Chủ nhiệm Ủy ban Cách mạng huyện Đại Ngộ, huyện trưởng Chính phủ huyện Đại Ngộ.
Tháng 9 năm 1982, ông được bổ nhiệm giữ chức Bí thư Đoàn Thanh niên Cộng sản Tỉnh ủy Hồ Bắc tức Bí thư Tỉnh Đoàn Hồ Bắc.
Tháng 1 năm 1983, ông được luân chuyển làm Phó Bí thư Tỉnh ủy Hồ Bắc. Tháng 10 năm 1991, ông kiêm nhiệm chức vụ Bí thư Thành ủy Vũ Hán, thủ phủ của tỉnh Hồ Bắc.
Tháng 2 năm 1995, ông được bầu làm Chủ tịch Chính hiệp tỉnh Hồ Bắc kiêm Phó Bí thư Tỉnh ủy Hồ Bắc, Bí thư Thành ủy Vũ Hán.
Tháng 12 năm 1998, ông được luân chuyển làm Phó Bí thư Tỉnh ủy Quý Châu, Phó Tỉnh trưởng Chính phủ Nhân dân tỉnh Quý Châu, quyền Tỉnh trưởng Chính phủ Nhân dân tỉnh Quý Châu. Tháng 1 năm 1999, tại hội nghị lần thứ hai của Đại hội đại biểu nhân dân khóa IX tỉnh Quý Châu, ông chính thức được bầu giữ chức vụ Tỉnh trưởng Chính phủ Nhân dân tỉnh Quý Châu. Tháng 12 năm 2000, ông nhậm chức Bí thư Tỉnh ủy Quý Châu. Tháng 1 năm 2003, tại hội nghị lần thứ nhất của Đại hội đại biểu nhân dân khóa X tỉnh Quý Châu, ông được bầu kiêm nhiệm chức vụ Chủ nhiệm Ủy ban Thường vụ Đại hội đại biểu nhân dân tỉnh Quý Châu.
Tháng 12 năm 2005, Tiền Vận Lục được luân chuyển làm Bí thư Tỉnh ủy Hắc Long Giang, tỉnh thuộc phía Đông Bắc Trung Quốc. Năm 2006, ông được bầu kiêm nhiệm chức vụ Chủ nhiệm Ủy ban Thường vụ Đại hội đại biểu nhân dân tỉnh Hắc Long Giang.
Ngày 13 tháng 3 năm 2008, hội nghị toàn thể lần thứ 4 cử hành ở Đại lễ đường Nhân dân tại Bắc Kinh trong khuôn khổ hội nghị lần thứ nhất khóa XI Chính hiệp toàn quốc đã bầu Tiền Vận Lục làm Phó Chủ tịch Ủy ban Toàn quốc Hội nghị Hiệp thương Chính trị Nhân dân Trung Quốc kiêm Tổng Thư ký Ủy ban Toàn quốc Hội nghị Hiệp thương Chính trị Nhân dân Trung Quốc khóa XI nhiệm kỳ 2008 đến năm 2013.
Tiền Vận Lục là Ủy viên dự khuyết Ban Chấp hành Trung ương Đảng Cộng sản Trung Quốc các khóa XIV (1992 - 1997), XV (1997 - 2002) và Ủy viên chính thức Ủy ban Trung ương Đảng Cộng sản Trung Quốc các khóa XVI (2002 - 2007), XVII (2007 - 2012).